# Salmila
Salmila ist eine ausgestorbene Vogelgattung aus dem mittleren Eozän. Die Gattung ist durch drei Fossilien gekannt, von denen zwei außergewöhnlich gut erhalten sind. Alle Fossilien wurden in der Grube Messel in Hessen gefunden. Einzige Art der Gattung ist bisher Salmila robusta.

## Merkmale
Salmila war ein mittelgroßer Vogel, ungefähr von der Gestalt des rezenten, südamerikanischen Grauflügel-Trompetervogels (Psophia crepitans), hatte aber kürzere Beine und erreichte ungefähr zwei Drittel von dessen Größe. Auch der Hals war relativ kurz. Die Nasenöffnungen waren länglicher als die der Trompetervögel und der Seriemas. Die V-förmige Furcula (die zum Gabelbein zusammengewachsenen Schlüsselbeine der Vögel) war sehr kräftig und robuster als bei den Seriemas, den Trompetervögeln und den ausgestorbenen Idiornithidae. Im Unterschied zu rezenten Kranichvögeln war der Brustbeinkamm (Carina sterni) eher niedrig. Der Oberarmknochen war kräftig und dick, das zum Körper hin verlaufende (proximale) Ende ist groß. Die Elle war kräftig, erreichte aber nicht die Länge des Oberarmknochens. Ihr Olecranon, das zur Körpermitte gelegene (proximale) Ende, war kurz. Der Tarsometatarsus („Laufbein“) war nicht länger als die Elle. Wie bei den Seriemas und den Stelzenrallen war der Schwanz sehr lang und am Ende abgerundet. Die Anzahl der freien Schwanzwirbel, d. h. der nicht zum Pygostyl zusammengewachsenen Schwanzwirbel, lag bei sieben, was innerhalb der Kranichvögel als primitives Merkmal gilt. Das Pygostyl ist so groß wie das der Seriemas.

## Systematik
In der Erstbeschreibung wurde Salmila vorläufig in die rezente Familie der Seriemas (Cariamidae) gestellt, die noch mit zwei Arten in Südamerika vorkommt. Das Fehlen der abgeleiteten Merkmale der Seriemas am Hypotarsus, dem knöcherne Wulst an der Hinterseite des Vogelfußes, und andere morphologische Besonderheiten führten jedoch dazu, dass Salmila in eine eigene Familie gestellt wurde, die Salmilidae. Cariamidae und Salmilidae sind Schwestergruppen.